# Special Forces: Wie durft wint
Special Forces: Wie durft wint is een Belgisch televisieprogramma dat sinds 1 mei 2023 op VTM op maandagavond wordt uitgezonden. Op 5 juni 2023 eindigde de eerste reeks. Een tweede reeks werd in april 2024 uitgezonden.

## Overzicht
Elf bekende Vlamingen gaan zes dagen het Special Forces-programma doen in Marokko (seizoen 1) / Zuid-Afrika (seizoen 2) onder leiding van vier oud-Special Forces-moderatoren.

### Seizoen 1 (2023)
Het eerste seizoen startte op 1 mei 2023. Francesco Planckaert, Steven Laureys, Nick Bril, Hannelore Simoens, Dirk Van Tichelt, Davy Parmentier, Laura Tesoro, Francisco Schuster, Georges-Louis Bouchez, Ann Wauters en Koen Wauters namen deel aan het programma. In de eerste aflevering werd Planckaert naar huis gestuurd door de moderatoren door zijn schouderblessure. In de tweede aflevering stopten Bril en Bouchez vrijwillig met het programma. Bouchez stopte aangezien hij het fysiek niet aankon en het team niet langer wilde remmen. Bril stopte vrijwillig wegens zijn knieproblemen. In aflevering 3 stopten vrijwillig Simoens wegens rugklachten en Schuster wegens een mentale blokkade. In aflevering 5 moesten zowel Ann Wauters als Laureys hun nummer afgeven en werden ze naar huis gestuurd door de moderatoren. In aflevering 6 moest Koen Wauters zijn nummer afgeven en werd hij naar huis gestuurd door de moderatoren. Dirk Van Thichelt, Davy Parmentier en Laura Tesoro zijn de winnaars van seizoen 1. 
| Deelnemer             | Beroep                  | Afleveringen | Afleveringen | Afleveringen | Afleveringen | Afleveringen | Afleveringen |
| Deelnemer             | Beroep                  | 1            | 2            | 3            | 4            | 5            | 6            |
| --------------------- | ----------------------- | ------------ | ------------ | ------------ | ------------ | ------------ | ------------ |
| Dirk Van Tichelt      | Judoka                  |              |              |              |              |              |              |
| Davy Parmentier       | Creatief directeur VTM  |              |              |              |              |              |              |
| Laura Tesoro          | Zangeres, presentatrice |              |              |              |              |              |              |
| Koen Wauters          | Zanger, presentator     |              |              |              |              |              |              |
| Steven Laureys        | Neuroloog               |              |              |              |              |              |              |
| Ann Wauters           | Basketbalster           |              |              |              |              |              |              |
| Francisco Schuster    | Zanger                  |              |              |              |              |              |              |
| Hannelore Simoens     | Journaliste             |              |              |              |              |              |              |
| Nick Bril             | Kok                     |              |              |              |              |              |              |
| Georges-Louis Bouchez | Politicus               |              |              |              |              |              |              |
| Francesco Planckaert  | Wielrenner              |              |              |              |              |              |              |

 Deelnemer heeft deze aflevering overleefd.
 Deelnemer verliet deze aflevering het spel vrijwillig.
 Deelnemer moest in deze aflevering het spel verlaten.

### Seizoen 2 (2024)
Het tweede seizoen startte op 22 april 2024. Nora Gharib moest de eerste aflevering verlaten nog voor ze aankwamen aan het basecamp wegens continue blijvend over te geven. Lynn Van den Broeck moest de serie aan het einde van aflevering 2 verlaten aangezien ze niet zelf wilde opgeven, hoewel de proeven te zwaar werden. In de derde aflevering haakte Gers Pardoel af nadat hij de groep niet meer kon bijbenen tijdens een fysieke proef en had aangegeven de autoriteit die op hem werd uitgeoefend niet meer aan te kunnen. Geert Meyfroidt kon niet meer op zijn benen staan en besloot te stoppen voor de laatste proef van de vijfde aflevering. Ine Beyen stopte iets later aangezien ze de duikproef niet wilde uitvoeren. Aan het einde van de zesde aflevering besloot ook advocate Davina Simons het spel te verlaten wegens fysieke uitputting tijdens de strafopdracht waar de rekruiten 142 achtereenvolgende burpees dienden uit te voeren. Naar eigen zeggen wilde ze geen lastpost meer zijn die de rest van de groep ophield. Om diezelfde reden nam bokser Ismaïl Abdoul in aflevering 7, kort na het vertrek van Davina, ook afscheid van de groep. Tijdens de Follew Me kon hij de groep niet volgen en wilde niet langer de groep ophouden.
In de laatste aflevering werden de kandidaten ontvoerd door de Zuid-Afrikaanse Special Forces. Nog voor de ondervraging gaf Jan Bakelants op. Saïd volgde later. Loïc is de enig overblijvende kandidaat die de hele opleiding heeft overleefd.
| Deelnemer           | Beroep                           | Afleveringen | Afleveringen | Afleveringen | Afleveringen | Afleveringen | Afleveringen | Afleveringen | Afleveringen |
| Deelnemer           | Beroep                           | 1            | 2            | 3            | 4            | 5            | 6            | 7            | 8            |
| ------------------- | -------------------------------- | ------------ | ------------ | ------------ | ------------ | ------------ | ------------ | ------------ | ------------ |
| Loïc Van Impe       | Tv-kok                           |              |              |              |              |              |              |              |              |
| Olivier Deschacht   | Voormalig voetballer             |              |              |              |              |              |              |              |              |
| Saïd Boumazoughe    | Acteur                           |              |              |              |              |              |              |              |              |
| Jan Bakelants       | Voormalig wielrenner             |              |              |              |              |              |              |              |              |
| Ismaïl Abdoul       | Voormalig bokser                 |              |              |              |              |              |              |              |              |
| Davina Simons       | Advocate                         |              |              |              |              |              |              |              |              |
| Ine Beyen           | Voormalig wielrenster            |              |              |              |              |              |              |              |              |
| Geert Meyfroidt     | Intensivist                      |              |              |              |              |              |              |              |              |
| Gers Pardoel        | Rapper                           |              |              |              |              |              |              |              |              |
| Lynn Van den Broeck | Actrice                          |              |              |              |              |              |              |              |              |
| Nora Gharib         | Zangeres, actrice, presentatrice |              |              |              |              |              |              |              |              |

 Deelnemer heeft deze aflevering overleefd.
 Deelnemer verliet deze aflevering het spel vrijwillig.
 Deelnemer moest in deze aflevering het spel verlaten.

### Seizoen 3 (2025)
| Deelnemer               | Beroep                 | Afleveringen | Afleveringen | Afleveringen | Afleveringen | Afleveringen | Afleveringen | Afleveringen | Afleveringen |
| Deelnemer               | Beroep                 | 1            | 2            | 3            | 4            | 5            | 6            | 7            | 8            |
| ----------------------- | ---------------------- | ------------ | ------------ | ------------ | ------------ | ------------ | ------------ | ------------ | ------------ |
| Cerina Marchetta        | Aanneemster            |              |              |              |              |              |              |              |              |
| Maksim Stojanac         | Acteur, zanger         |              |              |              |              |              |              |              |              |
| Klaasje Meijer          | Zangeres, actrice      |              |              |              |              |              |              |              |              |
| Jo Hens                 | Acteur, zanger         |              |              |              |              |              |              |              |              |
| Nono Wauters            | Student, zoon van Koen |              |              |              |              |              |              |              |              |
| Thomas Van Der Plaetsen | Voormalig tienkamper   |              |              |              |              |              |              |              |              |
| Faroek Özgünes          | Journalist             |              |              |              |              |              |              |              |              |
| Jean Janssens           | Acteur                 |              |              |              |              |              |              |              |              |
| Karine Claassen         | Televisiemaakster      |              |              |              |              |              |              |              |              |
| Hanne Claes             | Voormalig sprintster   |              |              |              |              |              |              |              |              |
| Jonas Decleer           | Sportjournalist        |              |              |              |              |              |              |              |              |

## Trivia
- Zangeres Natalia zou een deelnemer zijn voor seizoen 2, uitgezonden in 2024, maar moest afzeggen wegens een gebroken pink.